# Werner Schowe
Werner Schowe (* 11. September 1944) ist ein deutscher Brigadegeneral außer Dienst der Bundeswehr. Nach verschiedenen Verwendungen in Luftwaffe und Bundesministerium der Verteidigung wechselte er 1997 zum Bundesnachrichtendienst, wo er von 2003 bis 2005 Vizepräsident war.

## Leben
Schowe studierte in den Jahren 1967 bis 1974 an der Technischen Universität Darmstadt das Fach Elektrotechnik und war ab 1974 bei der Bundeswehr tätig, wo er ab 1976 Technischer Offizier im Fernmeldesektor B/Fernmelderegiment 71 (Dannenberg/Elbe) war. Er absolvierte von 1977 bis 1979 den 22. Generalstabslehrgang Luftwaffe an der Führungsakademie der Bundeswehr in Hamburg, wo er zum Offizier im Generalstabsdienst ausgebildet wurde. Im Jahr 1979 wurde er Chef des Fernmeldesektors E beim Fernmelderegiment 72 in Wunsiedel.
Im Jahr 1981 wurde Schowe Generalstabsoffizier für Einsatz und Organisation der Führungsdienste der Luftwaffe im Luftwaffenführungsdienstkommando in Köln. Im Jahr 1983 wurde er Referent im Führungsstab der Luftwaffe (für Fernmelde- und Elektronische Aufklärung) im Bundesministerium der Verteidigung in Bonn. Ab 1986 war er als Stabsoffizier beim Leiter des Planungsstabes des Bundesministeriums der Verteidigung tätig.
Im Jahr 1990 wurde Schowe Lehrgangsleiter an der Führungsakademie der Bundeswehr in Hamburg und im Jahr 1992 Kommandeur des Fernmeldebereichs 72 in Feuchtwangen. Im Jahr 1993 war er Lehrgangsteilnehmer am NATO Defence College in Rom. Im Jahr 1994 übernahm er den Posten des stellvertretenden Kommandeurs und Chef des Stabes beim Kommando der 1. Luftwaffendivision in Karlsruhe.
Nach dem Wechsel zum Bundesnachrichtendienst im Jahr 1997 wurde Schowe Unterabteilungsleiter und im Jahr 1999 Abteilungsleiter II (Technische Aufklärung). In den Jahren 2003 bis 2005 war er Vizepräsident für militärische Angelegenheiten im BND. Anschließend wurde er in den Ruhestand versetzt.
Schowe ist Beisitzer im Beirat des Gesprächskreises Nachrichtendienste in Deutschland.